# Caria (Belmonte)
Caria ist eine Gemeinde (Freguesia) im portugiesischen Kreis Belmonte. In ihr leben 1744 Einwohner (Stand 19. April 2021).